# Santa Maria de Serra de Daró
Santa Maria és una església a la plaça de l'església de la Serra de Daró. Serra de Daró (Baix Empordà) inclosa en l'Inventari del Patrimoni Arquitectònic de Catalunya.

## Descripció

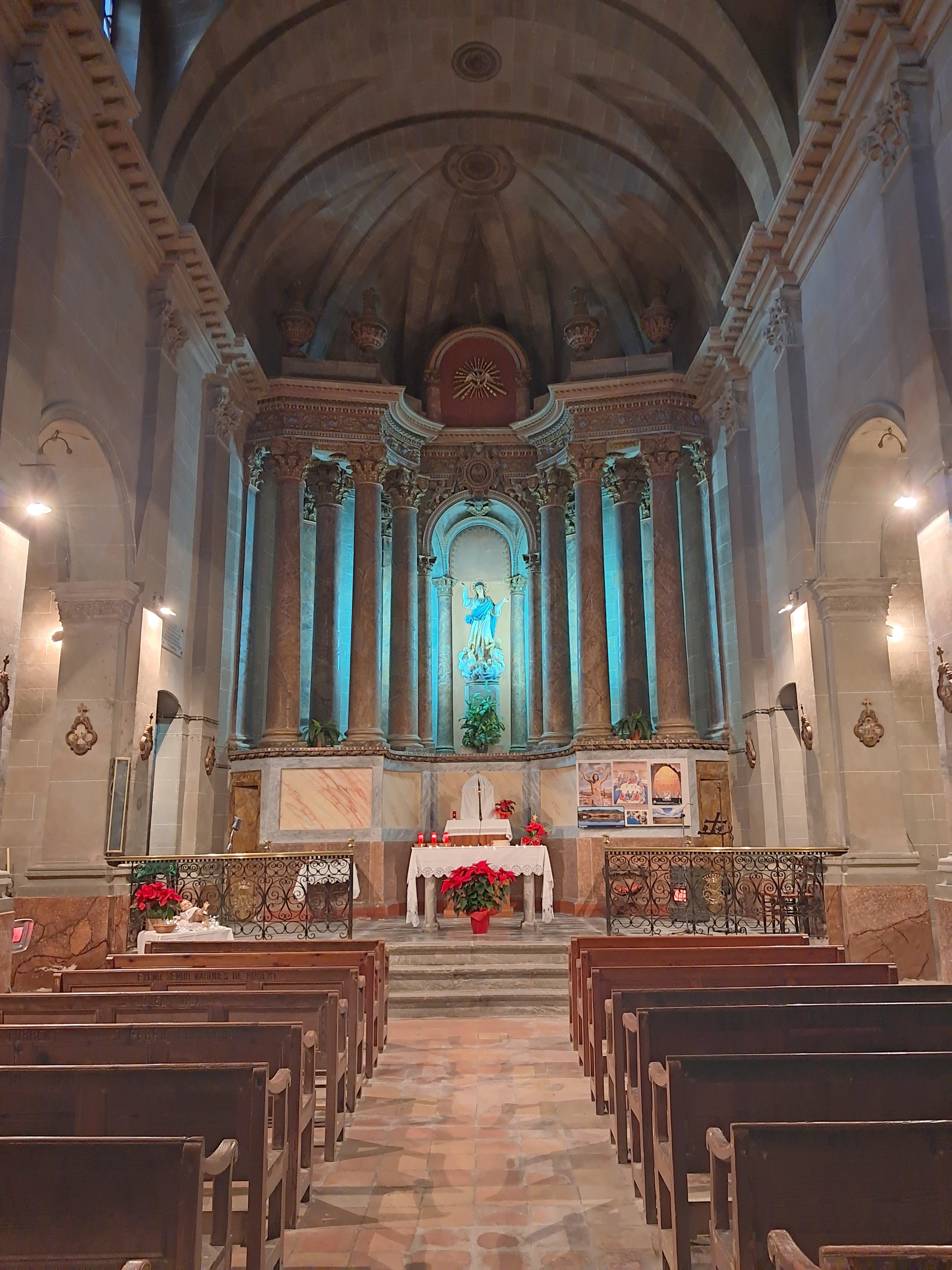
Interior de l'església

L'església és un edifici d'una nau amb capelles laterals i absis poligonal. El campanar està situat a la banda dreta. La façana presenta una portalada d'inspiració clàssica, rectangular, amb brancals-pilastra, entaulament amb inscripcions i frontó triangular amb un petit òcul central. El conjunt es completa amb dues obertures rectangulars a la planta baixa i quatre de circulars a la part superior, una d'elles més gran i centrada, a més d'una fornícula buida damunt la porta d'accés. L'acabament de la façana és amb arquets llombards estilitzats.
La torre-campanar és de planta quadrada, amb quatre obertures d'arc apuntat a la part superior.

## Història
Hi ha documentació relativa a l'església de Santa Maria de Serra de Daró des del segle xii, encara que actualment no se'n conserven restes. L'actual temple va ser bastit a finals del segle xix. A la inscripció de la façana figura la data del 1881, i va ser beneïda el 1884. el campanar és l'element més antic del conjunt, segurament dels segles xvii-xviii.